# Hautacam

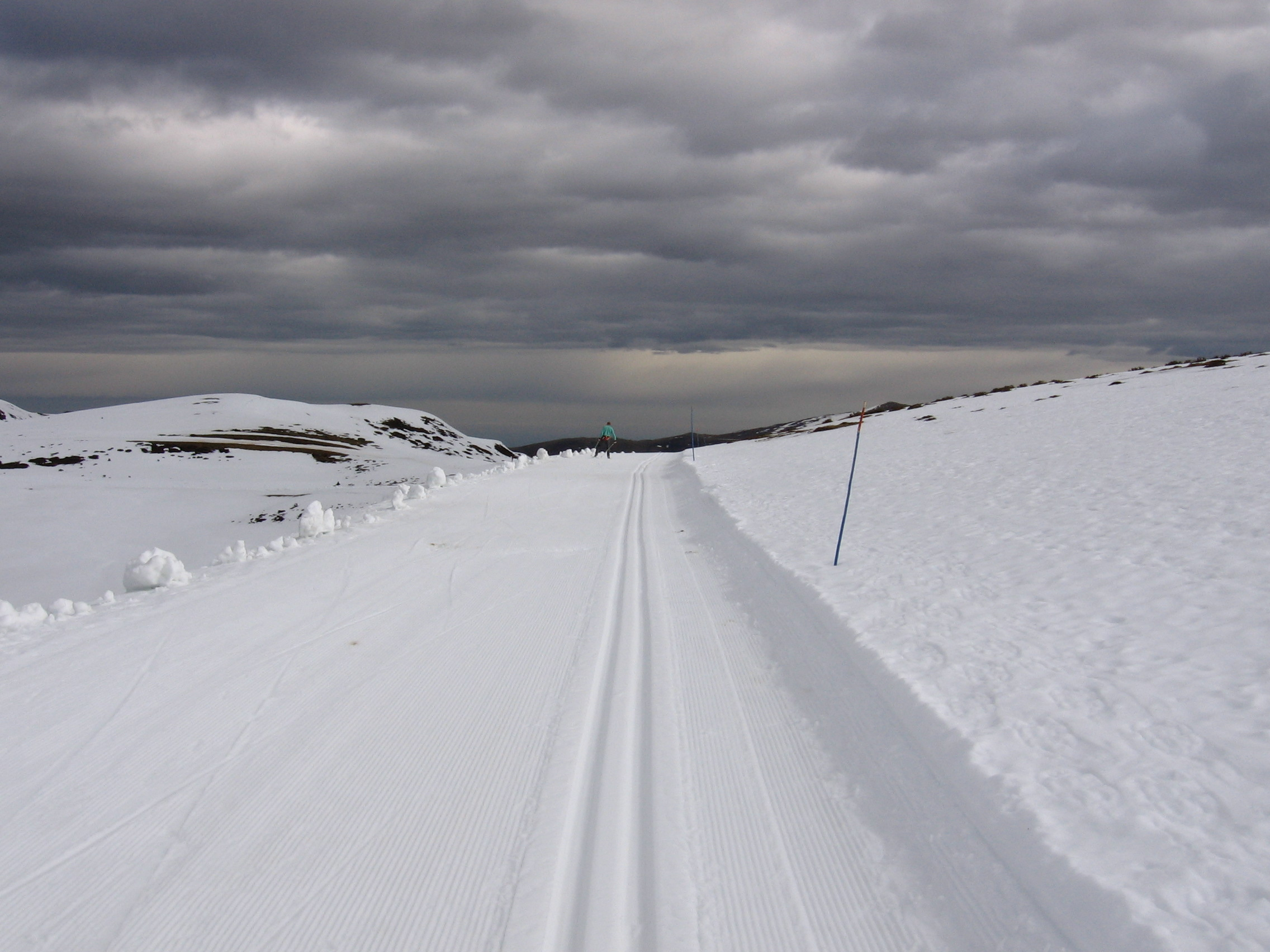
Sífutópálya Hautacamban

Hautacam egy közkedvelt síparadicsom a Középső-Pireneusokban, Franciaországban, Hautes-Pyrénées megyében, Beaucens községben. Sportközpontja 1560 méter magasan fekszik. Itt található a Tour de France kerékpárverseny egyik szakasza.

## Tour de France

### A mászás

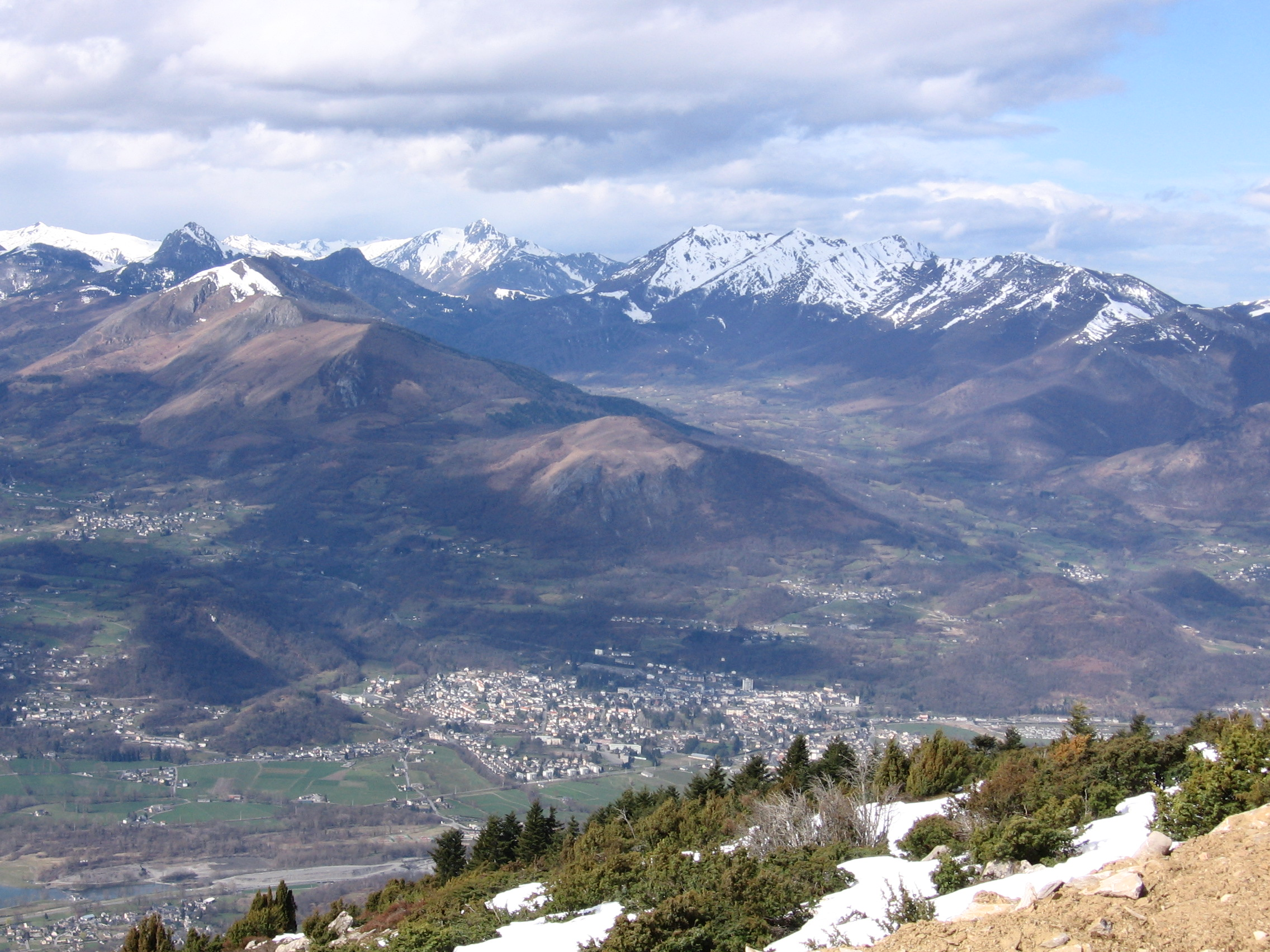
Kilátás Argelès-Gazostra

A 456 méter magasan fekvő Argelès-Gazost településen kezdődik a Hautacam megmászása, amely a Tour de France egyik kiemelt kategóriás emelkedője (Hors Catégorie, HC). A mászás során 1170 méter szintkülönbséget küzdenek le 15,8 km megtétele során. Átlagos emelkedése 6,8%, bár helyenként több mint 10% meredekségű szakaszok is találhatók. 2008-ban a befutó 1520 méter magasan van.

### Története
A Touron először 1994-ben volt befutó Hautacamba, melyet Luc Leblanc nyert meg. A hautacami befutó érdekessége, hogy története során mindig az nyerte az Tourt, aki a befutónál viselte a sárga trikót.

### Tour de France szakaszgyőztesek
| Év   | Szakasz | Szakasz rajtja | Távolság (km) | Kategória | Szakaszgyőztes   | Sárga trikós     |
| ---- | ------- | -------------- | ------------- | --------- | ---------------- | ---------------- |
| 1994 | 11.     | Cahors         | 263,5         | HC        | Luc Leblanc      | Miguel Indurain  |
| 1996 | 16.     | Agen           | 199           | HC        | Bjarne Riis      | Bjarne Riis      |
| 2000 | 10.     | Dax            | 205           | HC        | Javier Otxoa     | Lance Armstrong  |
| 2008 | 10      | Pau            | 156           | HC        | Juan José Cobo   | Cadel Evans      |
| 2014 | 18.     | Pau            | 145           | HC        | Vincenzo Nibali  | Vincenzo Nibali  |
| 2022 | 18.     | Lourdes        | 143           | HC        | Jonas Vingegaard | Jonas Vingegaard |

A 2000-es Tour de France-on a hautacami befutónál biztosította be Lance Armstrong a győzelmét. Szörnyű időjárási viszonyok között Javier Otxoa, egy korai szökés egyetlen túlélője nyerte a szakaszt. Armstrong az utolsó emelkedőn egyedül szökött, több mint 4 perccel a második helyre szorítva a végül második helyezett Jan Ullrichot. Innentől kezdve senki nem tudta veszélyeztetni Armstrong sárga trikóját, végül 6:02 előnnyel meg is nyerte a 2000-es Tourt.

## Külső hivatkozások
- Hivatalos honlap (franciául, angolul és spanyolul)
- A 2008-as Tour – Climbbybike.com (angolul)